# Riton (soi de struguri)
Riton este un soi de struguri pentru vin din Republica Moldova. A fost creat de Nicolae Guzun prin încrucișarea soiurilor Villard Blanc (Seyve Villard 12-375) și Riesling de Rhin (după alte surse, Gewürztraminer). A fost omologat în anii 2000. În 2016 era cultivat în Moldova pe 313 ha și în Rusia pe 255 ha.

## Caracteristici agrobiologice
Riton este un soi alb tehnic timpuriu cu o rezistență medie la boli precum mana, putregaiul cenușiu, etc. Riton este caracterizat de o productivitate înaltă (12-30 t/ha). Pentru a obține un vin de calitate se permite dezvoltarea a 30% din struguri per plantă. Strugurele de soiul Riton este compact, conic, aripat, de mărime medie sau mare. Acesta poate cântări până la 225-240 g. Bobițele sunt de culoare galben-verzui. Pe partea mai însorită sunt prezenți pigmenți maronii. Pulpa este suculentă, cu arome neutre și un gust plăcut. Butașii de Riton au o capacitate înaltă de a forma rădăcini puternice și lăstari. Soiul poate rezista la temperaturi de până la -24°C.
Vinurile liniștite din soiul Riton au un caracter plin, cu o prospețime revigorantă, minerală. Din Riton se pot produce și vinuri spumante.